# Víctor Giraldo
Víctor Giraldo (Medellín, Antioquia, Colombia; 30 de septiembre de 1985) es un exfutbolista colombiano. Jugaba de lateral derecho y su último equipo fue Boyacá Chicó de Colombia.

## Clubes
| Club              | País     | Año         | PJ | Goles |
| ----------------- | -------- | ----------- | -- | ----- |
| Envigado F. C.    | Colombia | 2004 - 2006 | ?  | ?     |
| La Equidad        | Colombia | 2006 - 2009 | 34 | 2     |
| Atlético Nacional | Colombia | 2010 - 2011 | 64 | 0     |
| La Equidad        | Colombia | 2012        | 16 | 1     |
| Deportivo Cali    | Colombia | 2012 - 2015 | 99 | 3     |
| Atlético Huila    | Colombia | 2016        | 14 | 0     |
| Deportes Tolima   | Colombia | 2016 - 2017 | 41 | 1     |
| Santa Fe          | Colombia | 2017 - 2019 | 53 | 0     |
| Deportivo Pasto   | Colombia | 2019        | 11 | 1     |
| Boyacá Chicó      | Colombia | 2020        | 14 | 0     |

## Palmarés

### Campeonatos nacionales
| Título                | Club              | País     | Año  |
| --------------------- | ----------------- | -------- | ---- |
| Primera B             | La Equidad        | Colombia | 2006 |
| Copa Colombia         | La Equidad        | Colombia | 2008 |
| Torneo Apertura       | Atlético Nacional | Colombia | 2011 |
| Superliga de Colombia | Deportivo Cali    | Colombia | 2014 |
| Torneo Apertura       | Deportivo Cali    | Colombia | 2015 |